# 桜木雅哉
桜木 雅哉（さくらぎ まさや、2006年3月19日 - ）は、日本のアイドル、俳優。EBiDANのダンスボーカルユニット「原因は自分にある。」のメンバー。スターダストプロモーション制作3部所属。東京都出身。

## 略歴
2016年、EBiDAN AUDiTiON のスマートフォン応募で合格し、スターダストプロモーションに所属する。アイドルになるのが夢でEBiDANに応募した。加入後は研究生としてEBiDAN TOKYOで活動。
2018年4月21日、『虹色サラウンド～SURREAL～』で初舞台。さくら組。ヒロトの幼少期として出演。
2018年8月29日、「夢と涙のD7~ROAD TO EBiDAN THE LIVE 2018~」にて男女混合グループDAN⇄JYOのメンバーとしてお披露目。
2018年9月23日、DAN⇄JYOからの脱退が発表される。
2018年10月15日、BATTLE STREETのメンバーに選出される。
2018年11月3日、映画初出演作『走れ！Ｔ校バスケット部』が公開。志尊淳が演じる役の幼少期を演じる。
2019年2月21日、18時より芸名を石井雅哉から桜木雅哉に改名。
2019年10月9日、 原因は自分にある。のメンバーとしてデビュー。
2021年12月17日、若手発掘育成プロジェクト「私の卒業」第3期メンバーへの選出が発表。

## 人物
趣味はゲームとサッカー。特技はバスケットボールとルービックキューブ、喜怒哀楽ウインク。
知っている一番難しい言葉は『諸社禰宜神主法度』。
目標としている芸能人はスターダストプロモーションの先輩であるDISH//の北村匠海と、他事務所だとAAAの西島隆弘。

## 出演

### テレビドラマ
- おカネの切れ目が恋のはじまり（2020年9月22日、TBS） - 早乙女健（少年時代） 役
- 沼オトコと沼落ちオンナのmidnight call 〜寝不足の原因は自分にある。〜 第6話「推し沼」（2023年10月5日、テレビ東京） - 主演・坂下騎士 役[9]
- シークレット同盟 第7話（2024年5月17日、読売テレビ）[10]
- タクミくんシリーズ －Drama－（2025年9月21日 - 〈予定〉、BSフジ・FOD） - 山下清彦 役[11][12]

### 映画
- 走れ!T校バスケット部 （2018年） - 田所陽一（幼少期） 役
- あしたのわたしへ 私の卒業 -第3期- （2022年） -  米沢康介 役

### 舞台
- 虹色サラウンド～SURREAL～（2018年4月21日 - 4月30日） - ヒロト（幼少期） 役
- FAKE MOTION 2022 SMR LIVE SHOW（2022年10月12日・13日、かつしかシンフォニーヒルズ） - 岩城孝雄 役

### CM
- 任天堂『ポケットモンスター Let’s Go! ピカチュウ』『ポケットモンスター Let’s Go! イーブイ』（2018年）

### 雑誌
- NxT Treasure Vol.1（2021年8月18日）[1]